# O Riso dos Outros
O Riso dos Outros é um documentário brasileiro dirigido por Pedro Arantes e produzido e exibido pela emissora TV Câmara em 1 de Dezembro de 2012. A produção fala sobre a comédia stand-up e mostra diversos depoimentos e opiniões de humoristas, cartunistas e ativistas sobre os limites do humor, o politicamente correto e incorreto e os efeitos negativos e positivos que pode causar uma piada.

## Elenco
- Lola Aronovich
- Marianna Armellini
- Idelber Avelar
- Rafinha Bastos
- Arnaldo Branco
- Fernando Caruso
- Emerson Ceará
- Laerte Coutinho
- André Dahmer
- Ana Carolina Fernandez
- Danilo Gentili
- Cláudio Torres Gonzaga
- Ana Maria Gonçalves
- Gabriel Groswald
- Marcela Leal
- Fábio Lins
- Léo Lins
- Ben Ludmer
- Marcelo Marrom
- Maurício Meirelles
- Nany People
- Hugo Possolo
- Antonio Prata
- Fábio Rabin
- André Santi
- Victor Sarro
- Paulinho Serra
- Jean Wyllys